# 克特明棘豆
克特明棘豆（学名：Oxytropis ketmenica），为豆科棘豆属下的一个植物种。